# Alcantil
Alcantil är en kommun i Brasilien.   Den ligger i delstaten Paraíba, i den östra delen av landet, 1 600 km nordost om huvudstaden Brasília. Antalet invånare är 5 239.
Omgivningarna runt Alcantil är huvudsakligen savann. Runt Alcantil är det glesbefolkat, med 16 invånare per kvadratkilometer.